# Peter Scanavino
Peter Scanavino (Denver, 29 de febrero de 1980) es un actor estadounidense. Actualmente interpreta al fiscal del distrito, Dominick "Sonny" Carisi Jr., en la serie de drama legal de NBC Law & Order: Special Victims Unit.

## Carrera
Desde 2005, Scanavino ha tenido docenas de papeles menores en películas y televisión, entre los que destacan Deception, The Good Wife y The Blacklist.
En 2005, Scanavino actuó como estrella invitada en la serie de NBC Law & Order: Criminal Intent en el episodio de la quinta temporada "Diamond Dogs" como el delincuente menor Johnny Feist. También fue invitado en Law & Order como el sospechoso que era diseñador gráfico en el episodio de 2009 "Just A Girl in the World".
En 2010, Scanavino se tomó un tiempo de la actuación para dedicarse a su interés por la cocina. Después de graduarse con un certificado en Artes Culinarias del Instituto Culinario Francés en Nueva York, comenzó un breve período trabajando en la cocina del restaurante Blue Hill de Dan Barber, galardonado con una estrella michelin, en Greenwich Village. En 2013, Scanavino actuó como estrella invitada en la serie de NBC Law & Order: Special Victims Unit en la temporada 14, episodio 13, "Monster's Legacy", como Johnny Dubcek. El mismo año, protagonizó la película independiente de comedia romántica Mutual Friends, dirigida por Matthew Watts.
En 2014, Scanavino se unió a SVU en su decimosexta temporada, esta vez como Dominick Carisi Jr., apodado Sonny, un nuevo detective de la SVU. Inicialmente en una capacidad recurrente, Scanavino fue ascendido al elenco principal en el quinto episodio de la misma temporada. Según el productor ejecutivo de SVU, Warren Leight, Carisi "entra y sacude las cosas" y es "un tipo que tal vez necesite un poco de refinamiento". Scanavino señaló que Carisi es "un extraño total. Es brusco y realmente no capta los matices y no tiene mucha experiencia, por lo que se mete el pie en la boca muchas veces. Pero está aprendiendo. Él lo está recogiendo. Creo que es un buen detective, pero tiene mucho que aprender sobre cómo abordar los casos".
Scanavino protagonizó un episodio de la serie de antología 2020 de Netflix Social Distance donde interpretó al padre de su hijo en la vida real, Leo Bai-Scanavino.

## Vida personal
Estudió brevemente en la Universidad de Boston. Es un ávido fanático de los New York Islanders. Es de ascendencia italiana (su abuelo era de Turín). Está casado con la pintora Lisha Bai, con quien tiene tres hijos.

## Filmografía

### Película
| Año  | Título                           | Role                   | notas |
| ---- | -------------------------------- | ---------------------- | ----- |
| 2006 | On the Shoulder                  | Gus                    |       |
| 2006 | Under Surveillance               | Líder de culto         |       |
| 2008 | Deception                        | Recepcionista de Rhiga |       |
| 2008 | The Informers                    | Leon                   |       |
| 2010 | Happythankyoumoreplease          | Ira                    |       |
| 2010 | Zenith                           | Jack                   |       |
| 2011 | Javelina                         | Chance                 |       |
| 2012 | Watching TV with the Red Chinese | Czapinczyk             |       |
| 2012 | Frances Ha                       | Chef                   |       |
| 2013 | The Cold Lands                   | Carter                 |       |
| 2013 | Mutual Friends                   | Nate                   |       |

### Televisión
| Año           | Título                            | Role                         | notas                                                           |
| ------------- | --------------------------------- | ---------------------------- | --------------------------------------------------------------- |
| 2005          | Jonny Zero                        | Travis                       | Episodio: "No Good Deed"                                        |
| 2005          | Third Watch                       | Stephen                      | 2 episodios                                                     |
| 2005          | Law & Order: Trial by Jury        | Robert Hassel                | Episodio: "Boys Will Be Boys"                                   |
| 2005          | Law & Order: Criminal Intent      | Johnny Feist                 | Episodio: "Diamond Dogs"                                        |
| 2006          | The Bedford Diaries               | Gunther Halstead             | 2 episodios                                                     |
| 2009          | Royal Pains                       | Sr. Blackman                 | Episodio: "Am I Blue?"                                          |
| 2009          | Law & Order                       | anderson                     | Episodio: "Just a Girl in the World"                            |
| 2010          | Old Friends                       | Compañero de trabajo         | serie web; episodio: "Sunday"                                   |
| 2012          | A Gifted Man                      | Scotty Cartolano             | Episodio: "In Case of Letting Go"                               |
| 2012          | The Good Wife                     | Grant Duverney               | Episodio: "Gloves Come Off"                                     |
| 2013          | Law & Order: Special Victims Unit | Johnny Dubcek                | Episodio: "Monster's Legacy"                                    |
| 2013          | Do No Harm                        | Kyle Corrigan                | Episodio: "Don't Answer the Phone"                              |
| 2013          | Golden Boy                        | Eddie Roque                  | Episodio: "Next Question"                                       |
| 2013          | Unforgettable                     | Alex                         | Episodio: "Maps & Legends"                                      |
| 2014          | Banshee                           | Breece Connors               | Episodio: "The Thunder Man"                                     |
| 2014          | The Blacklist                     | Christopher Maly/Craig Keen  | Episodio: "Milton Bobbit (n.º 135)"                             |
| 2014          | Person of Interest                | Adams                        | Episodio: "Deus Ex Machina"                                     |
| 2014          | The Leftovers                     | Skinny                       | Episodio: "Two Boats and a Helicopter"                          |
| 2014-presente | Law & Order: Special Victims Unit | Det./ADA Dominick Carisi Jr. | Personaje principal                                             |
| 2015          | Chicago P.D.                      | Det. Dominick Carisi Jr.     | Episodio: "The Number of Rats"                                  |
| 2020          | Social Distance                   | Greg                         | Episodio: "You Gotta Ding-Dong Fling-Flong the Whole Narrative" |
| 2021          | Law & Order: Organized Crime      | ADA Dominick Carisi Jr.      | Episodio: "The Stuff That Dreams Are Made Of"                   |